# Nowy Dwór (powiat oleśnicki)
Nowy Dwór (niem. Neuhof) – wieś w Polsce położona w województwie dolnośląskim, w powiecie oleśnickim, w gminie Syców.

## Podział administracyjny
W latach 1975–1998 miejscowość należała administracyjnie do województwa kaliskiego.

## Nazwa
W alfabetycznym spisie miejscowości na terenie Śląska wydanym w 1830 roku we Wrocławiu przez Johanna Knie wieś występuje pod obecnie używaną, polską nazwą Nowydwor oraz niemiecką – Neuhof.

## Historia
W 1945 wieś została włączona do Polski.